# Magnetosfære
En magnetosfære dannes, når en strøm af ladede partikler, som de findes i f.eks. solvinden, reagerer med og afbøjes af en planets eller et lignende legemes iboende magnetfelt. Jorden er omgivet af en magnetosfære, ligesom de andre planeter med iboende magnetfelter: Merkur, Jupiter, Saturn, Uranus og Neptun. Jupiters måne Ganymedes har en lille magnetosfære – men den ligger helt inden for Jupiters magnetosfære, hvilket fører til komplekse interaktioner. Ionosfærerne hos svagt magnetiserede planeter som Venus og Mars danner strømme, som delvis afbøjer solvinden, men har ikke egentlige magnetosfærer.
Betegnelsen magnetosfære er også blevet brugt til at beskrive regioner omkring andre himmellegemer, som er domineret af magnetfelter, f.eks. "pulsarers magnetosfærer".

## Magnetosfærefysikkens historie
Jordens magnetosfære blev opdaget i 1958 af Explorer 1 i forbindelse med den forskning, der blev udført under det Internationale Geofysiske År. Før da vidste forskerne, at der fandtes elektriske strømninger i rummet, fordi soludbrud undertiden førte til "magnetiske storme", men ikke, hvor disse strømninger var lokaliseret og hvorfor, eller at solvinden eksisterede. I august og september 1958 blev Projekt Argus gennemført for at teste en teori om dannelsen of strålingsbælter, der kunne have taktisk betydning under krig.
I 1959 foreslog Thomas Gold navnet "magnetosfære". Han skrev:
| Citat                                                                | "Regionen over ionosfæren, hvor Jordens magnetfelt dominerer bevægelserne af gas og hurtige, ladede partikler, vides at strække sig ud til en afstand af omkring 10 jordradier; den kan passende kaldes magnetosfæren" | Citat |
| [Gold, Journal af Geophysical Research, volume 64, side 1219, 1959]. | |       |

## Jordens magnetosfære
Jordens magnetosfære er et område i rummet, hvis form er bestemt af Jordens indre magnetfelt, plasmaet i solvinden og det interplanetariske magnetfelt (IMF). I magnetosfæren styres en blanding af ioner og  elektroner fra både solvinden og Jordens ionosfære af elektromagnetiske kræfter, som er meget stærkere end tyngdekraften og kollisioner.
På trods af sit navn er magnetosfæren udpræget ikke-sfærisk. Alle magnetosfærer ved solsystemets planeter har en oval dråbeform på grund af solvinden.
På den side, som vender mod Solen, er afstanden til magnetosfærens grænse (som varierer med solvindens intensitet) omkring 70.000 km (10-12 jordradier eller RE, hvor 1 RE = 6.371 km. Medmindre andet er anført, er alle afstande her regnet fra Jordens centrum). Magnetosfærens grænse ("magnetopausen ") mod Solen er tilnærmelsesvis kugleformet og på natsiden ("magnetohalen" eller "geohalen")  en tilnærmet cylinder med en radius på 20-25 RE. Haleregionen strækker sig et stykke ud over 200RE, og dens præcise afslutning er ikke kendt.
Jordens yderste neutrale gasomslutning eller geokorona består mest af de letteste atomer, brint og helium og fortsætter ud over 4-5 RE med faldende tæthed. De varme plasmaioner i magnetosfæren optager elektroner under sammenstød med disse atomer og skaber en svindende "glød" af energineutrale atomer, der er blevet brugt i IMAGE- og TWINS-missionerne til at afbilde de varme plasmaskyer.
Ionosfærens udvidelse opad, kendt som plasmasfæren, strækker sig også ud over 4-5 RE med aftagende tæthed, hvor den bliver en strøm af lette ioner, som kaldes polarvinden, der undslipper magnetosfæren og indgår i solvinden. Energi, som overføres til ionosfæren ved polarlys, opvarmer stærkt  tungere atmosfæriske komponenter som ilt og molekyler af ilt og kvælstof, som ellers ikke ville kunne undvige Jordens tyngdekraft. På grund af denne yderst variable opvarmning, sker der i perioder med forstyrrelser  en betydelig atmosfærisk eller ionosfærisk udstrømning af plasma fra polarlyszonerne til magnetosfæren, hvilket nogle gange udvider den region, som er domineret af jordbaseret materiale, helt ud til magnetopausen.
Jordens magnetosfære giver en beskyttelse, uden hvilken livet, som vi kender det, ikke kunne overleve. Mars, der har ringe eller intet magnetfelt, menes at have mistet meget af sine tidligere have og sin atmosfære til rummet, delvis på grund af solvindens direkte påvirkning af dens overflade. Det meste af vandet i den tætte atmosfære  på Venus menes at være forsvundet ved fordampning forårsaget af solvinden.
På grund af størrelsen af Jupiters magnetosfære er der mulighed for et meget svagt og meget kort periodisk hoved-hale-samspil mellem den og Jordens magnetosfære. Også de ydre gasplaneters magnetosfærer kan svagt interagere, selv om deres magnetosfærer er meget mindre end Jupiters.

## Almindelige egenskaber
Der er to faktorer, som bestemmer magnetosfærens struktur og opførsel, nemlig Jordens indre magnetfelt og solvinden.
1. Jordens indre magnetfelt (dens "hovedfelt") synes at blive dannet i Jordens kerne ved en dynamoproces, der er forbundet med cirkulation af flydende metal i kernen, drevet af varmekilder i dens indre. Dens største del ligner feltet omkring en stangmagnet ("dipolfelt "), som er drejet i en vinkel på ca. 10° i forhold til Jordens rotationsakse, men der findes også mere komplekse komponenter ("højere harmonier"), som det først blev påvist af Carl Friedrich Gauss. Dipolfeltet har en intensitet på ca. 30.000-60.000  nanotesla (NT) på jordoverfladen, og dets intensitet aftager med det omvendte af kvadratet på afstanden, så den i en afstand af R jordradier kun udgør 1/8 af overfladens felt i samme retning. Højere harmonier mindskes hurtigere, ligesom højere potenser af 1/R, hvilket gør dipolfeltet  til den eneste betydende interne kilde i det meste af magnetosfæren.
2. Solvinden er en hurtig udstrømning af varm plasma fra Solen og sker i alle retninger. Over Solens ækvator opnår den typisk en fart på 400 km/s, mens den over Solens poler kan opnå op til dobbelt så høj fart. Vinden drives af temperaturen i Solens korona på flere millioner grader, som der endnu ikke findes en generelt accepteret forklaring på. Vindens sammensætning ligner Solens, så omkring 95% af ionerne er protoner, omkring 4% heliumkerner og 1% tungere stof (som C, N, O, Ne, Si, Mg... op til Fe) og tilstrækkeligt med elektroner til at holde ladningen elektrisk neutral. I Jordens bane er dens typiske massefylde 6 ioner/cm3 (variabel, som det også gælder hastigheden), og den har et variabelt interplanetarisk magnetfelt (IMF) på (typisk) 2-5 nT. IMF frembringes af udstrakte magnetfeltlinjer med oprindelse på Solen.

Af fysiske årsager er det vanskeligt for solvindens plasma med sin indbyggede IMF at blande sig med den jordbaserede plasma, hvis magnetfelt har en anden kilde. De to plasmaer ender derfor med at være adskilt ved en grænse, magnetopausen, og Jordens plasma er sluttet inde i et hulrum i den strømmende solvind, som er magnetosfæren. Takket være sekundære processer som magnetisk tilbagekobling er adskillelsen ikke fuldstændig, da solvinden ellers vanskeligt ville kunne overføre energi til magnetosfære, men den samlede konfiguration er stadig bestemt af den.
En ekstra egenskab er en kollisions-fri chokfront, som dannes i solvinden foran Jorden, typisk 13,5 R E  fra den side, der vender mod Solen. Den dannes, fordi solvindens hastighed overstiger Alfvén-bølgers hastighed (typisk med 2-3 gange). Alfvén-bølger er en karakteristisk bølgetype, hvormed forstyrrelser udbreder sig i en magnetiseret væske. I regionen bag chokket falder hastigheden kortvarigt til Alfvén-hastigheden (og temperaturen stiger ved at absorbere tabt kinetisk energi), men hastigheden stiger snart igen, da plasmaet trækkes frem af den omgivende solvindsstrøm.
Magnetosfæren kan anskues som magnetiske feltlinjer, der overalt peger i retning af magnetfeltet – dvs. divergerende udad nær den magnetisk nordpol (eller geografisk sydpol), og konvergerende igen omkring den magnetiske sydpol (eller den geografiske nordpol), hvor de kommer ind mod Jorden. De kan sammenlignes med  ledninger, der dels binder magnetosfæren sammen, dels også fremfører indfangede partikler, som glider langs dem som perler på en snor (selvom andre bevægelser også kan forekomme).

## Strålingsbælter
Da de første videnskabelige satellitter blev opsendt i første halvdel af 1958 – Explorer 1 og Explorer 3 af USA, Sputnik 3 af Sovjetunionen – observerede de et intenst (og uventet) strålingsbælte omkring Jorden, som opretholdes af dens magnetfelt. "Min Gud, rummet er radioaktivt!" udbrød en af Van Allens kolleger, da betydningen af disse observationer gik op for ham. Det var det "indre strålingsbælte" af protoner med energier i området 10-100 MeV (megaelektronvolt), som senere er forklaret ved "albedo neutronhenfald," en sekundær effekt af samspillet mellem kosmisk stråling og den øverste del af atmosfæren. Den er centreret omkring feltlinjer, som krydser ækvator ca. 1,5RE fra Jordens centrum.
Senere er der observeret en gruppe indfangede ioner og elektroner på feltlinjer, der krydser ækvator på en afstand af 2,5-8 RE. Den højenergi-rige del af denne gruppe (ca. 1 MeV) blev kendt som det "ydre strålingsbælte", men hovedparten af gruppen har lavere energier (med en top omkring 65 keV) og kendes som cirkelstrøms-plasma.

Man har opdaget at antiprotoner findes i et bælte mellem det indre strålingsbælte og det ydre strålingsbælte.
Indfangede ladede partikler i et magnetfelt kan udgøre en ganske stabil situation. Dette gælder især i det indre bælte, fordi tilgangen af fangede protoner fra albedo-neutroner sker ganske langsomt og kræver år for at nå den observerede intensitet. I juli 1962 afprøvede USA et termonukleart våben højt over det sydlige Stillehav, som detonerede omkring 400 km oppe i den øverste atmosfære for at skabe et kunstigt bælte af højenenergi-elektroner, og nogle af disse fandtes stadig 4-5 år senere (sådanne tests er nu forbudt ved traktat).
Det ydre bælte og ringstrømmene er mindre vedvarende, fordi kollisioner med atomer i geokoronaen med ladnings-udveksling har tendens til at fjerne partikler derfra. Det antyder, at der findes en effektiv mekanisme, som løbende forsyner denne region med nyt plasma. Det viser sig, at den magnetiske barriere kan nedbrydes af elektriske kræfter. Hvis plasma påvirkes stærkt nok, genereres der elektriske felter, som tillader det at bevæge sig som reaktion på påvirkningen, hvilket ofte (men ikke altid) deformerer magnetfeltet i processen.

## Magnetiske haler
En magnetisk hale eller magnetohale dannes ved solvindens pres på en planets magnetosfære. Magnetohalen kan strække sig i stor afstand fra sin oprindelsesplanet. Jordens magnetiske hale strækker sig mindst 200 jordradier i retningen modsat Solen, og altså langt ud over Månens bane på omkring 60 jordradier, mens Jupiters magnetiske  hale strækker sig ud over Saturns bane. Undertiden er Saturn derfor helt indesluttet i Jupiters magnetosfære.
Den udvidede magnetohale kommer fra energi, som er oplagret i planetens magnetfelt. Til tider frigøres denne energi, og magnetfeltet bliver midlertidigt mere dipol-lignende. Derved tilføres den oplagrede energi til  den plasma, som er fanget på de involverede magnetfeltlinjer. Noget af denne plasma drives i halens retning og ind i den fjerne solvind. Resten tilføres den indre magnetosfære, hvor dem fremkalder polarlys og forøger mængden af cirkelstrømsplasma. Den deraf følgende energirige plasma og elektriske strøm kan forstyrre rumfartøjers drift og påvirke kommunikation og navigation.

## Elektriske strømme i rummet
Magnetfelterne i magnetosfæren stammer fra Jordens interne magnetfelt samt fra elektrisk strømme i dem magnetosfæriske plasma: Plasmaet fungerer som en elektromagnet. Magnetfelter fra strømme, der cirkulerer i magnetosfærisk plasma bringer Jordens magnetisme meget længere ud i rummet, end det ville forventes på grundlag af Jordens indre felt alene. Sådanne elektriske strømme bestemmer også feltets struktur langt fra Jorden og skaber de regioner, der er beskrevet i ovenfor.
I modsætning til et konventionelt resistivt elektrisk kredsløb, hvor strømmen bedst kan anses for at opstå som en reaktion på en påtrykt spænding, kan strømninger i magnetosfæren bedre ses som dannet af strukturen og bevægelsen af plasmaet i det tilknyttede magnetfelt. For eksempel er der en tendens til, at elektroner og positive ioner, som er fanget i dipol-lignende områder i nærheden af Jorden,  cirkulerer rundt om dipolens magnetiske akse (den linje, som forbinder de magnetiske poler), dvs. i en ring rundt om Jorden, uden at vinde eller tabe energi. Set fra den magnetiske nordpol (geografisk syd), cirkulerer ionerne i retning med uret og elektroner mod uret, hvilket fremkalder en nettocirkulation med uret, der som følge af sin form kendes som ringstrømmen. Ingen spænding er nødvendig – strømmen opstår naturligt på grund af ioners og elektroners bevægelse i magnetfeltet.
Enhver sådan strøm vil ændre magnetfeltet. Ringstrømmen styrker for eksempel feltet på sin yderside og forøger derved magnetosfærens udstrækning. Samtidig svækkes magnetfeltet på dens inderside. Under en magnetisk storm føjes der plasma til ringstrømmen, hvilket midlertidigt gør den stærkere, og feltet på Jorden er under en magnetstorm observeret at kunne svækkes med op til 1-2%.
Deformation af magnetfeltet er nøje forbundet med de elektriske strømme, hvilket gør vanskeligt at anføre den ene som årsag og den anden som virkning. Ofte (som i magnetopausen og magnetohalen) er det intuitivt mest hensigtsmæssigt at betragte fordelingen og strømmen af plasma som den primære effekt, der producerer den observerede magnetisk struktur, så de tilhørende elektriske strømme er en enkelt egenskab ved disse strukturer, altså en følge af et konsistenskrav fra den magnetiske struktur.
Som nævnt findes der (mindst) en undtagelse, hvorved spændingsforskelle alligevel bevirker strømme. Det sker ved Birkeland-strømme, som fra det fjerne, ydre rum når ind i den polnære ionosfære, løber i det mindste et stykke vej gennem ionosfæren og vender derefter tilbage til rummet. (Dele af strømmen afviger og forlader Jorden igen langs feltlinjer på dens morgenside, strømmer over midnatssiden som en del af ringstrømmen og kommer så tilbage til ionosfæren langs feltlinjerne på aftensiden og slutter sig til mønsteret igen.) Disse strømmes fulde  kredsløb under forskellige forhold er stadig under debat.
Fordi ionosfæren er en slags ohm'sk leder, vil sådanne strømme opvarme den. De vil også skabe sekundære Hall-strømme og accelerere dels magnetosfæriske partikler/elektroner i polarlysets buer, dels enkelt-ioniserede iltioner (O +), der bidrager til ringstrømmen.

## Klassifikation af magnetfelter
Uanset om de betragtes som kilder til eller som følger af den magnetosfæriske feltstruktur, løber de elektriske  strømme i lukkede kredsløb. Det gør dem nyttige til at klassificere de forskellige dele af magnetosfærens magnetfelt, hvor hver del er forbundet med en særlig kredsløbstype. Derved opdeles området normalt i følgende 5  forskellige dele:
1. Jordens interne felt ("hovedfeltet"), som opstår ved elektriske strømninger i kernen. Det er dipol-lignende, men med modifikationer fra bidrag af højere harmonier.
2. Ringstrømsfeltet, opretholdt af plasma, som er fanget i det dipol-lignende felt omkring Jorden, typisk i afstande på 3-8 RE (og mindre under store magnetstorme). Dets strøm bevæger sig (tilnærmet) omkring den magnetiske ækvator, hovedsagelig med uret set fra magnetisk nord. (En lille ringstrøm løber mod uret på ringens indvendige kant, fremkaldt af faldet i plasmaets tæthed, når man kommer nærmere Jorden).
3. Feltet, som indeslutter Jordens plasma og magnetfelt i det magnetosfæriske hulrum. De strømninger, der er ophav til det, løber på magnetopausen,  grænsefladen mellem magnetosfæren og solvinden. Disse strømme kan igen ses som stammende fra magnetfeltets geometri (frem for fra nogen spændingsforskel), så de er en konsekvens af "Ampères lov" (som er indeholdt i Maxwells ligninger), som her foreskriver, at en elektrisk strøm må løbe langs enhver grænseflade mellem magnetfelter af forskellige retninger og / eller intensitet.

1. Systemet af strømninger i magnetohalen, som består af to bundter af modsat rettede magnetfelter ("haleflige"), rettet mod Jorden i halens nordlige halvdel og væk fra Jorden i den sydlige halvdel. Mellem de to findes et lag ("plasmalag") af tættere plasma (0,3-0,5 ioner / cm3 mod 0,01-0,02 i fligene), og på grund af forskellen mellem de tilstødende magnetfelter, følger det af Ampéres lov, at der også her er elektriske strømme, i retningen fra daggry mod solnedgang. Strømkredsløbet lukker sig (som den skal) ved at følge halens magnetopause – delvis over den nordlige flig, delvis over den sydlige.
2. Birkeland-strømfeltet (og dets grene i ionosfæren og ringstrømmen) er et kredsløb, som er forbundet med polarlyset. I modsætning til de 3 foregående strømsystemer kræver det en konstant energitilførsel til opvarmning af dets vej gennem ionosfæren og til acceleration af elektroner i polarlyset og af positive ioner. Energien stammer sandsynligvis fra en dynamoproces, hvilket betyder, at en del of kredsløbet involverer plasmabevægelse i forhold til Jorden, enten i solvinden og i "grænselagsstrømme", som den driver lige inden for magnetopausen, eller ved at plasma bevæger sig mod Jorden i magnetohalen, som det observeres under magnetiske substorme.

## Magnetiske storme
Der optræder to forskellige situationer, hvor der sker en særlig vigtig påvirkning af plasmaet i magnetosfæren. 
Den mest almindelige indtræder, når nord-syd-komponenten Bz i det interplanetariske magnetfelt (IMF) er af betydelig størrelse og peger mod syd. I denne tilstand er magnetosfærens feltlinjer relativt stærkt knyttet til IMF, hvilket giver den en relativt høj tilvækst af energi og plasma. Det får magnetohalen til at udvide sig og gør den ustabil, hvilket til sidst medfører en brat og voldsom ændring af dens struktur. Denne proces kaldes en magnetisk substorm.
Det præcise forløb udforskes stadig, men en mulighed er følgende: Efterhånden som magnetohalen svulmer op, udgør den en større hindring for solvindens strøm, hvorved halens udvidede del bliver stærkt påvirket af solvinden. Til sidst bliver påvirkningen så stor, at den bryder feltlinjerne i plasmaet ("magnetisk tilbagekobling"), og den del af plasmaet, som nu ikke længere er knyttet til jorden, fejes væk som en uafhængig magnetisk struktur ("en plasmoide"). Den nærmere del springer tilbage mod Jorden, hvorved den tilfører energi til sine partikler og fremkalder Birkeland-strømme og klare polarlys. Som observeret af ATS-satellitterne i 1970'erne i afstanden 6,6 RE kan det ske flere gange om dagen, når betingelserne er gunstige.
THEMIS-missionen er et NASA program til at studere detaljerne i de fysiske processer, der er involveret i substorme.
Substorme føjer i almindelighed ikke noget væsentligt til ringstrømmen. Anderledes forholder det sig i en magnetisk storm, hvor et udbrud på Solen (en "koronamasseudstødelse" eller et soludbrud – detaljerne er stadig under debat) medfører, at en hurtigt bevægende plasmasky rammer Jorden. Hvis IMF har en sydlig komponent, skubber dette ikke kun magnetopausegrænsen tættere på Jorden (til tider helt ind til omkring halvdelen af dens sædvanlige afstand), men fremkalder også en indsprøjtning af plasma fra halen, meget kraftigere end den, som er forbundet med substorme.
Plasmaindholdet i ringstrømmen kan nu vokse meget betydeligt, og en væsentlig del af tilvæksten består af O+ ilt-ioner, som er trukket ud af ionosfæren som et biprodukt af polarlyset. Hertil kommer, at ringstrømmen presses nærmere Jorden (hvilket tilfører dens partikler yderligere energi), så feltet omkring Jorden ændres midlertidigt, hvorved polarlyset (og dettes strømsystem) flyttes længere i retning mod ækvator. Den magnetiske forstyrrelse kan aftage i løbet af 1-3 dage, eftersom mange ioner fjernes ved ladningsudveksling, men de højere energier i ringstrømmen kan vare ved i en meget længere periode.